# Camillo Berneri
Camillo Berneri (também conhecido como Camillo de Lodi; 28 maio 1897, Lodi - 5 de maio de 1937, Barcelona ) foi um professor de filosofia, anarquista militante, propagandista e teórico italiano.
Berneri, veterano da  Primeira Guerra Mundial, professor de humanidades da Universidade de Florença, e um membro da Unione Anarchica Italiana, tinham-se oposto à tomada de seu país pelos fascistas, participando de resistência até 1926, quando ele foi forçado a refugiar-se na França, em seguida, Suíça, Alemanha, Bélgica, Luxemburgo e, finalmente na Holanda. Em todos esses países, Berneri era freqüentemente colocado sob prisão e, geralmente expulsos. Embora sob vigilância constante, mesmo assim ele escreveu sobre vários temas, na sua maioria artigos anticlericais e antifascistas.
Com Carlo Rosselli, Berneri organizou a primeira coluna de voluntários italianos para lutar na Guerra Civil Espanhola contra Francisco Franco, onde participou nas batalhas de Monte Pelado e Huesca (em Aragão), juntamente com os anarquistas espanhóis de Francisco Ascaso Coluna e os italianos do Batalhão Matteotti. Ele tornou-se altamente crítico do envolvimento de membros da Confederação Nacional do Trabalho  (CNT) de orientação marxista no governo da  Frente Popular, expressando seus pontos de vista em uma carta aberta a Federica Montseny (ministra Anarquista para a Saúde).
Durante as jornadas de Maio em Barcelona, esquadrões de Partido Comunista da Espanha (aparentemente sob ordens de Joseph Stalin) foram às ruas para caçar os líderes anarquistas, Berneri foi arrastado de sua casa e assassinado. Seu corpo, crivado de balas, foi encontrado durante a noite, perto da sede da Generalidade da Catalunha.
Ele era casado com Giovanna Berneri, e era pai de Marie-Louise Berneri e Giliane Berneri, os quais também eram anarquistas.

## Obra
As principais obras de Berneri incluem:
- L'operaiolatrìa
- Il lavoro attraente
- El delirio racista
- Le Juif antisémite
- Lo spionaggio fascista all'estero
- Mussolini normalizzatore
- Mussolini alla conquista delle Baleari
- Le péché originel
- La donna e la garçonne
- Guerre de classes en Espagne
- Pensieri e battaglie
- Pietro Kropotkine federalista
- Il cristianesimo e il lavoro